# The Weird
The Weird: A Compendium of Strange and Dark Stories (littéralement : Le Bizarre : Un recueil d'histoires étranges et sombres) est une anthologie de weird fiction éditée par Ann (en) et Jeff VanderMeer.
Publiée le 30 octobre 2011, elle comprend 110 nouvelles et romans courts. Avec 1 152 pages dans sa version reliée, il s'agit probablement du plus grand recueil de littérature fantastique jamais publié, selon le magazine Locus.

## Contenu
En publiant The Weird, l'objectif des éditeurs est de fournir, à travers son contenu, une définition complète de la weird fiction, un genre fictionnel que leur introduction décrit comme « autant une sensation - de terreur et d'émerveillement - que (...) un mode d'écriture », et comme un type de fiction qui divertit tout en exprimant l'insatisfaction et l'incertitude des lecteurs à l'égard de la réalité. À cette fin, The Weird comprend des œuvres allant de la fantasy à la science-fiction « avec une légère touche d'étrange » ; selon le journal The Guardian, un tel choix équivaut à « une histoire de l'histoire d'horreur ».
Les éditeurs ont choisit de présenter les œuvres chronologiquement, mais se sont limités à la fiction des XXe et XXIe siècles et ont évité d'inclure des histoires axées sur les classiques du genre de l'horreur tels que les zombies, les vampires ou les loups-garous, pour mettre en évidence ce qu'ils considéraient comme les qualités innovantes du Weird. Pour couvrir le genre de manière exhaustive, ils ont commandé des traductions originales d'œuvres de Ryūnosuke Akutagawa, Michel Bernanos, Julio Cortázar et Georg Heym.

## Œuvres
L'anthologie contient les œuvres suivantes :
- Michael Moorcock, Foreweird (jeu de mots sur foreword, "avant-propos", et weird)
- Ann (en) et Jeff VanderMeer, Introduction
- Alfred Kubin, L'Autre Côté (extrait, 1908, traduction, Autriche)
- Francis Marion Crawford, Le Crâne hurlant (The Screaming Skull, 1908, États-Unis)
- Algernon Blackwood, Les Saules (en) (The Willows, 1907, Royaume-Uni)
- Saki, Sredni Vashtar (1910, Royaume-Uni)
- M. R. James, Casting the Runes (en) (1911, Royaume-Uni)
- Lord Dunsany, How Nuth Would Have Practiced his Art (1912, Royaume-Uni)
- Gustav Meyrink, L'Homme dans la bouteille (Der Mann auf der Flasche, 1912, traduction, Autriche)
- Georg Heym, La Dissection (1913, nouvelle traduction, Allemagne)
- Hanns Heinz Ewers, L'Araignée (de) (Die Spinne, 1915, traduction, Allemagne)
- Rabindranath Tagore, The Hungry Stones (1916, Inde)
- Luigi Ugolini (it), L'Homme végétal (L'uomo vegetale, 1917, première traduction, Italie)
- A. Merritt, Les Êtres de l'abime (The People of the Pit, 1918, États-Unis)
- Ryūnosuke Akutagawa, Figures infernales (ja) (地獄変, Jigokuhen, 1917, nouvelle traduction, Japon)
- Francis Stevens (Gertrude Barrows Bennett), Unseen—Unfeared (1919, États-Unis)
- Franz Kafka, La Colonie pénitentiaire (1919, traduction, Autriche-Hongrie)
- Stefan Grabiński, Wyrak le Blanc (Biały Wyrak, 1921, traduction, Pologne)
- H. F. Arnold, The Night Wire (1926, États-Unis)
- H. P. Lovecraft, L'Abomination de Dunwich (The Dunwich Horror, 1929, États-Unis)
- Margaret Irwin (en), The Book (1930, Royaume-Uni)
- Jean Ray, Le Psautier de Mayence (1930, traduction, Belgique)
- Jean Ray, La Ruelle ténébreuse (1931, traduction, Belgique)
- Clark Ashton Smith, Genius Loci et autres histoires (en) (1933, États-Unis)
- Sakutarō Hagiwara, La Ville des chats (猫町, Nekomachi, 1935, traduction, Japon)
- Hugh Walpole, Le Tarnhelm (The Tarn, 1936, Royaume-Uni)
- Bruno Schulz, Le Sanatorium au croque-mort (Sanatorium pod Klepsydrą, 1937, traduction, Pologne)
- Robert Barbour Johnson (en), Far Below (1939, États-Unis)
- Fritz Leiber, Smoke Ghost (1941, États-Unis)
- Leonora Carrington, White Rabbits (1941, Mexique)
- Donald A. Wollheim, Mimic (1942, États-Unis)
- Ray Bradbury, La Foule (The Crowd, 1943, États-Unis)
- William Sansom (en), The Long Sheet (1944, Royaume-Uni)
- Jorge Luis Borges, L'Aleph (El Aleph, 1945, traduction, Argentine)
- Olympe Bhêly-Quenum, A Child in the Bush of Ghosts (1949, Bénin)
- Shirley Jackson, Les Vacanciers (The Summer People, 1950, États-Unis)
- Margaret St. Clair, The Man Who Sold Rope to the Gnoles (L'homme qui vendait de la corde aux gnolls, 1951, États-Unis)
- Robert Bloch, La Maison affamée (The Hungry House, 1951, États-Unis)
- Augusto Monterroso, Mister Taylor (1952, nouvelle traduction, Guatemala)
- Amos Tutuola, The Complete Gentleman (1952, Nigeria)
- Jerome Bixby, La Meilleure des vies (en) (It's a Good Life, 1953, États-Unis)
- Julio Cortázar, Axolotl (1956, nouvelle traduction, Argentine)
- William Sansom (en), A Woman Seldom Found (1956, Royaume-Uni)
- Charles Beaumont, The Howling Man (1959, États-Unis)
- Mervyn Peake, Same Time, Same Place (1963, Royaume-Uni)
- Dino Buzzati, Le K (Il colombre, 1966, nouvelle traduction, Italie)
- Michel Bernanos, La Montagne morte de la vie (1967, nouvelle traduction, France)
- Mercè Rodoreda, La Salamandre (La salamandra, 1967, traduction, Espagne ; catalan)
- Claude Seignolle, Le Hupeur (1967, nouvelle traduction, France)
- Gahan Wilson, The Sea Was Wet As Wet Could Be (1967, États-Unis)
- Daphné du Maurier, Ne vous retournez pas (Don't Look Now, 1971, Royaume-Ui)
- Robert Aickman, The Hospice (1975, Royaume-Ui)
- Dennis Etchison, It Only Comes Out at Night (1976, États-Unis)
- James Tiptree, Jr. (Alice Sheldon), The Psychologist Who Wouldn't Do Terrible Things to Rats (1976, États-Unis)
- Eric Basso, The Beak Doctor (1977, États-Unis)
- Jamaica Kincaid, Mother (1978, Antigua-et-Barbuda / États-Unis)
- George R. R. Martin, Les Rois des sables, (Sandkings, 1979, États-Unis)
- Bob Leman, Fenêtre (en) (Window, 1980, États-Unis)
- Ramsey Campbell, The Brood (1980, Royaume-Uni)
- Michael Shea, The Autopsy (1980, États-Unis)
- William Gibson et John Shirley, Le Genre intégré (The Belonging Kind, 1981, États-Unis)
- M. John Harrison, Egnaro (1981, Royaume-Uni)
- Joanna Russ, The Little Dirty Girl (1982, États-Unis)
- M. John Harrison, The New Rays (1982, , Royaume-Uni)
- Premendra Mitra (en), La Découverte de Telenapota (তেলেনাপোতা আবিষ্কার, Telenapota abishkar, 1984, traduction, Inde ; bengali)
- F. Paul Wilson, Soft (1984, États-Unis)
- Octavia E. Butler, Bloodchild (1984, États-Unis)
- Clive Barker, In the Hills, the Cities (1984, États-Unis)
- Leena Krohn, Tainaron (en) (1985, traduction, Finlande)
- Garry Kilworth, Hogfoot Right and Bird-hands (1987, Royaume-Uni)
- Lucius Shepard, Shades (1987, États-Unis)
- Harlan Ellison, The Function of Dream Sleep (en) (1988, États-Unis)
- Ben Okri, Worlds That Flourish (1988, Nigeria)
- Elizabeth Hand, The Boy in the Tree (1989, États-Unis)
- Joyce Carol Oates, Family (1989, États-Unis)
- Poppy Z. Brite, His Mouth Will Taste of Wormwood (1990, États-Unis)
- Michal Ajvaz, The End of the Garden (1991, traduction, République tchèque)
- Karen Joy Fowler, The Dark (1991, États-Unis)
- Kathe Koja, Angels in Love (1991, États-Unis)
- Haruki Murakami, L'Homme de glace (氷男, Kōri otoko, 1991, traduction, Japon)
- Lisa Tuttle, Replacements (1992, États-Unis)
- Marc Laidlaw, The Diane Arbus Suicide Portfolio (1993, États-Unis)
- Steven Utley (en), The Country Doctor (1993, États-Unis)
- William Browning Spencer (en), The Ocean and All Its Devices (1994, États-Unis)
- Jeffrey Ford, The Delicate (1994, États-Unis)
- Martin Simpson, Last Rites and Resurrections (1994)
- Stephen King, L'Homme au costume noir, (The Man in the Black Suit, 1994, États-Unis)
- Angela Carter, The Snow Pavilion (1995, Royaume-Uni)
- Craig Padawer, The Meat Garden (1996)
- Stepan Chapman (en), The Stiff and the Stile (1997, États-Unis)
- Tanith Lee, Yellow and Red (1998, Royaume-Uni)
- Kelly Link, The Specialist's Hat (1998, États-Unis)
- Caitlín R. Kiernan, A Redress for Andromeda (2000, États-Unis)
- Michael Chabon, The God of Dark Laughter (2001, États-Unis)
- China Miéville, Les Détails (Details, 2002, Royaume-Uni)
- Michael Cisco (en), The Genius of Assassins (2002, États-Unis)
- Neil Gaiman, Nourrir et Manger (Feeders and Eaters, 2002, Royaume-Uni)
- Jeff VanderMeer, The Cage (2002, États-Unis)
- Jeffrey Ford, The Beautiful Gelreesh (2003)
- Thomas Ligotti, The Town Manager (2003, États-Unis)
- Brian Evenson, La Confrérie des mutilés (The Brotherhood of Mutilation, 2003, États-Unis)
- Mark Samuels, The White Hands (2003)
- Daniel Abraham, Flat Diane (en) (2004, États-Unis)
- Margo Lanagan, Singing My Sister Down (en) (2005, Australie)
- T. M. Wright (en), The People on the Island (2005, États-Unis)
- Laird Barron (en), The Forest (2007, États-Unis)
- Liz Williams (en), The Hide (2007, Royaume-Uni)
- Reza Negarestani (en), The Dust Enforcer (2008, Iran)
- Micaela Morrissette, The Familiars (2009)
- Steve Duffy, In the Lion's Den (2009)
- Stephen Graham Jones, Little Lambs (2009, États-Unis)
- K. J. Bishop (en), Saving the Gleeful Horse (2010, Australie)
- China Miéville, Afterweird (jeu de mots sur afterword, "épilogue", et weird)

L'introduction note que certaines œuvres n'ont pas été incluses à la suite de problèmes pour en obtenir les droits de reproduction, mais que les éditeurs les considèrent comme une extension de l'anthologie :
- Philip K. Dick, La Machine à conserver (en) (The Preserving Machine, 1953, États-Unis)
- J. G. Ballard, Le Géant noyé (The Drowned Giant, 1964, États-Unis)
- Gabriel García Márquez, Un señor muy viejo con unas alas enormes (es) (Un homme très vieux avec des ailes immenses, 1968, Colombie)
- Otsuichi, La Maison blanche dans la forêt froide (ja) (冷たい森の白い家, 2003, Japon)

## Réception
The Weird a reçu le prix British Fantasy de la meilleure anthologie en 2012.